# Konter-Kliffs
Die Konter-Kliffs sind eine Reihe vereister und bis zu 360 m hohe Felsenkliffs an der Ruppert-Küste des westantarktischen Marie-Byrd-Lands. Sie überragen die Ostflanke des Frostman-Gletschers in seinem Mündungsgebiet in der Hull Bay.
Der United States Geological Survey nahm anhand eigener Vermessungsdaten und Luftaufnahmen der United States Navy zwischen 1959 und 1965 eine Kartierung vor. Das Advisory Committee on Antarctic Names benannte die Kliffs 1975 nach Richard Wesley Konter (1882–1979), Besatzungsmitglied der City of New York bei der US-amerikanischen Byrd Antarctic Expedition (1928–1930).